# きみ/ひとつ
「きみ/ひとつ」は、2014年11月5日にソニー・ミュージックレコーズから発売された遊助の17枚目のシングル。

## 概要
前作「Sunshine/メガV」から約5か月ぶりのシングル。前作に続き両A面シングルとなる。
「ひとつ」のミュージックビデオで登場する写真は、一般で募集されたもの。
カップリング「めんどくせー歌」は、「きみ」制作時に取材に訪れていた『めざましどようび』のスタッフが、遊助の突然の思いつきでコーラスに参加している。

## CD特典
- 初回生産限定盤A
  - CD+DVD
  - 水たまり鏡仕様
- 初回生産限定盤B
  - CD+DVD
  - 水たまり鏡キラキラ仕様
- 通常盤
  - CDのみ（ボーナストラック収録）
  - 初回仕様限定盤のみ、トレーティングカードランダム4種のうち1種ランダム封入（直筆サイン入り限定封入）

## 収録曲
全作詞：遊助

### 通常盤
1. きみ [5:16]
作曲：石見直明、編曲：津波幸平
  - フジテレビ系『めざましどようび』めざましデイリーテーマソング・土曜日
2. ひとつ [3:53]
作曲：SoichiroK/佐々木望、編曲：Soulife
3. めんどくせー歌 [3:32]
作曲：遊助/SoichiroK/佐々木望、編曲：Soulife
4. カレーライス時代 [4:45]
作曲・編曲：津波幸平

### 初回生産限定盤A
CD
1. きみ
2. ひとつ
3. めんどくせー歌
4. きみ -Instrumental-

DVD
1. 「きみ」 Music Video
2. 「きみ」 Music Video メイキング

### 初回生産限定盤B
CD
1. ひとつ
2. きみ
3. めんどくせー歌
4. ひとつ -Instrumental-

DVD
1. 「ひとつ」 Music Video
2. 「ひとつ」 Music Video メイキング